# Vierer ohne Steuermann
Der Vierer ohne Steuermann bzw. Vierer ohne Steuerfrau (Abkürzung 4-, häufig vereinfacht als Vierer-ohne bezeichnet) ist eine Bootsklasse im Rudersport. Im Boot sitzen vier Ruderer, die mit jeweils einem Riemen das Boot antreiben.
Im olympischen Programm ist der Männer-Vierer seit langem eine Kernbootsklasse und daher von hoher Bedeutung. Der Frauen-Vierer war zunächst einmalig im Jahr 1992 olympisch und war ab 2020 erneut im Programm.

## Beschreibung

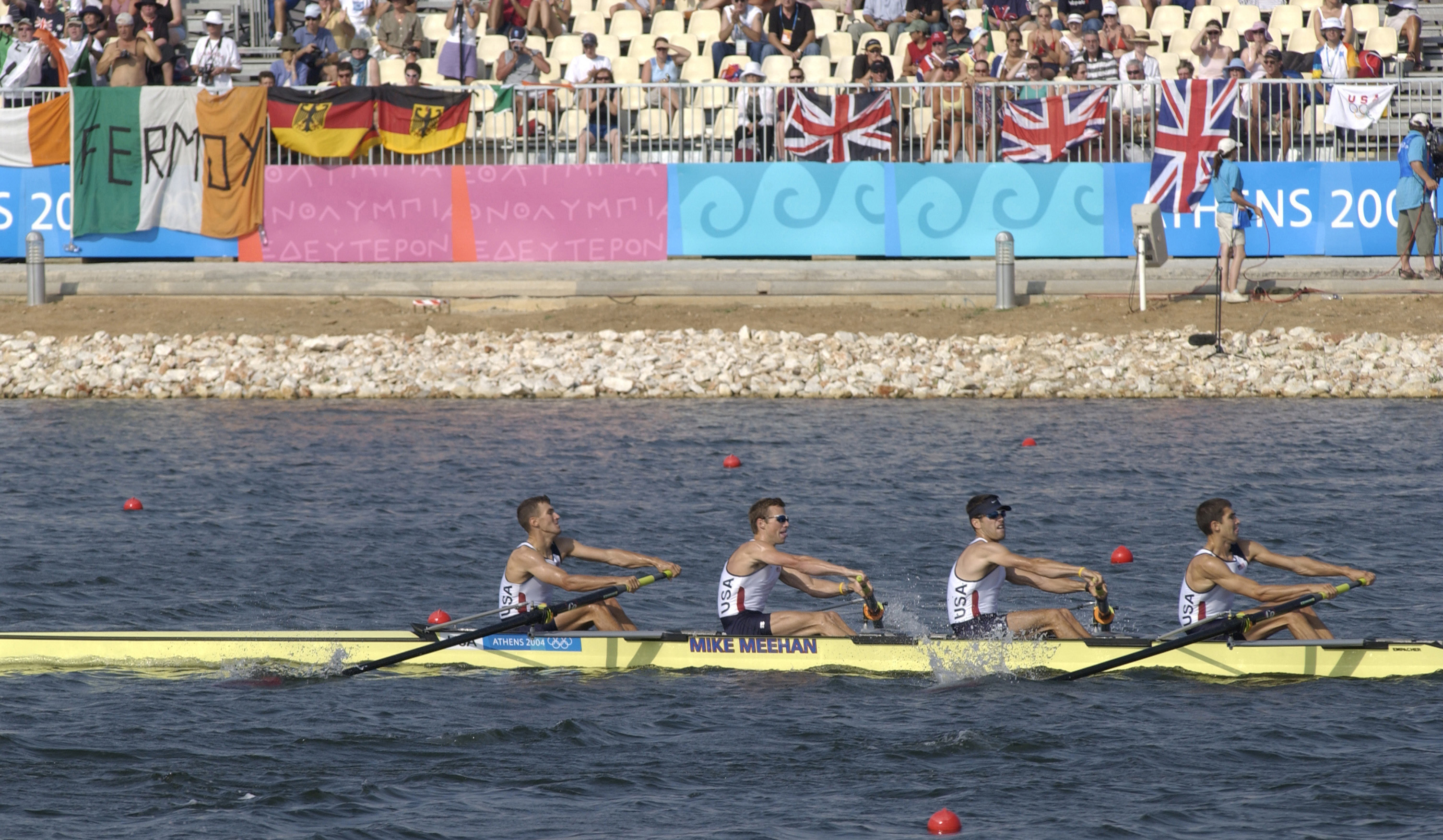
Vierer-ohne mit sogenannter italienischer Riggerung. Der Schlagmann und der Bugmann rudern auf der Backbordseite, die Mittelplätze rudern auf der Steuerbordseite.

Die Ruderer im (unbeschränkten) Vierer ohne Steuermann müssen kein Gewichtslimit einhalten – im Unterschied zur bis 2016 ebenfalls olympischen Klasse Leichtgewichts-Vierer ohne Steuermann, wo die Männer-Mannschaften im Schnitt maximal 70 kg wiegen dürfen. Die klassische Wettkampfstrecke im Vierer ohne Steuermann entspricht der olympischen Distanz von 2000 m.
Material und Konstruktion des Bootes gleichen denen typischer Rennruderboote. Das Boot ist etwa 12 Meter lang, etwa 45 cm an der Wasserlinie breit und wiegt mindestens 50 kg. Auf jeder Seite des Bootes sind zwei Ausleger am Boot angebaut. Die am meisten verbreitete Anordnung ist die alternierende Richtung (abwechselnd Steuerbord-Backbord-Steuerbord-Backbord oder umgekehrt). Eine Alternative ist die italienische Riggerung, bei der auf die erste Richtung zweimal die Gegenrichtung folgt, und danach wieder die erste Richtung. Hierdurch soll sich ein günstigeres Gierverhalten ergeben.
Am Bug befinden sich der Bugball sowie der Startnummernhalter, an dem bei einer Ruderregatta die Startnummer befestigt wird. Da kein Steuermann an Bord ist, wird der Vierer-ohne mit einem Fußsteuer gebaut und gesteuert. Die Steuerung des Bootes übernimmt meist der Schlagmann, der während des Trainings Befehle zum Steuern vom Bugmann erhält. Beim Rennen und während des Trainings auf einer Strecke mit Albano-System oder normalen Bojenketten kann sich der Schlagmann an den Bojen orientieren.

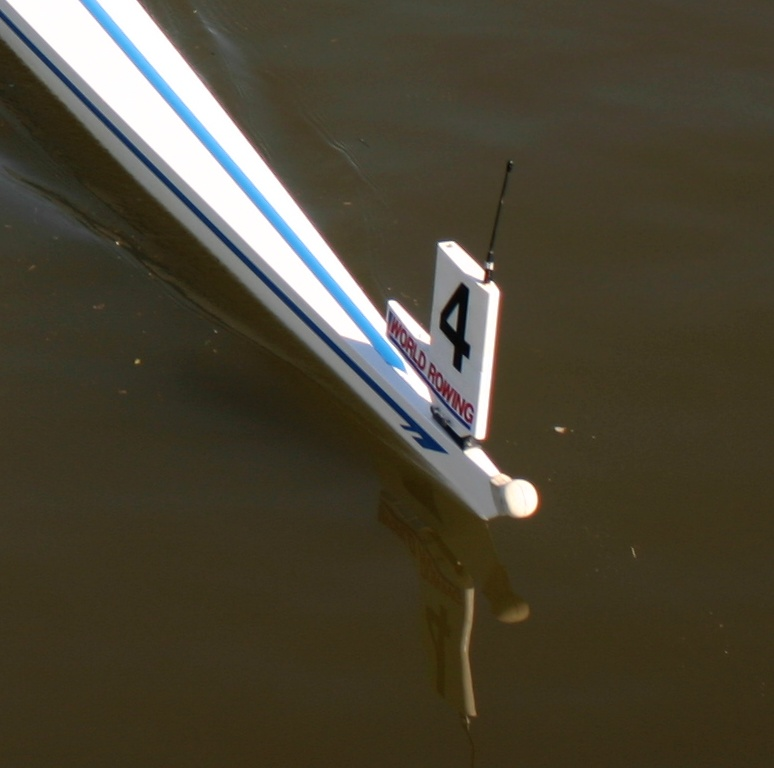
Gut zu sehen ist der Bugball und die Startnummer.

Neben der hier beschriebenen Bootsklasse existieren zudem aus der Gattung der Vierer im Allgemeinen der Vierer mit Steuermann (4+) und der Doppelvierer (4x). Der Vierer-mit ist wie der Vierer-ohne eine Riemenbootsklasse, als solcher wegen der Anwesenheit des Steuermannes etwas langsamer und weitaus unbedeutender als der Vierer-ohne. Der Doppelvierer ist ein Skullboot ohne Steuermann und die schnellste Klasse aus der Gattung der Vierer. Im Freizeit- und Wanderrudern spielt der Vierer-ohne keine Rolle, denn in Gig-Bauweise ist er praktisch nicht existent.

## Geschichte

### Männer
Bei den Männern wurde der Vierer-ohne erstmals bei den Olympischen Spielen 1904 in St. Louis ausgetragen. Die Strecke betrug damals zwei Meilen (3218 Meter). Bei den Olympischen Spielen 1912 und Olympischen Spielen 1920 wurde der Vierer mit Steuermann anstelle der Version ohne Steuermann ausgefahren. Seit den Olympischen Spielen in Paris ist die Bootsklasse ununterbrochen olympisch.
Für die Olympischen Spiele 2012 in London hatten sich die Verbände aus Australien, Belarus, Kanada, Tschechien, dem Vereinigten Königreich, Deutschland, Griechenland, Italien, Niederlande, Neuseeland, Rumänien, Serbien, sowie der Verband der Vereinigten Staaten qualifiziert. Die olympischen Vorläufe und die Halbfinals fanden vom 30. Juli 2012 bis zum 2. August auf dem Dorney Lake, bei London statt. Das Finale wurde am 4. August ausgetragen. Es war mit Booten aus dem Vereinigten Königreich, Australien, den Vereinigten Staaten, Griechenland, den Niederlanden und Deutschland besetzt. Für Deutschland setzte der Deutsche Ruderverband Gregor Hauffe, Toni Seifert, Urs Käufer und Sebastian Schmidt ins Boot. Der deutsche Vierer erreichte am Finaltag bei windigen Bedingungen den sechsten Platz mit einer Zeit von 6:16,37. Erster mit einer Zeit von 6:03,97 min wurde das Vereinigte Königreich mit Alex Gregory, Peter Reed, Tom James und Andrew Triggs Hodge. Zwei Sekunden später kam das Boot von Australien ins Ziel. Dritter wurden die Vereinigten Staaten mit einer Zeit von 6:07,20 min.
Bei den Olympischen Sommerspielen 2016 in Rio de Janeiro fanden die Wettkämpfe in der Lagune Rodrigo de Freitas vom 6. August bis zum 13. August statt. Zum fünften Mal in Folge seit 2000 gewann die britische Auswahlmannschaft die Goldmedaille in dieser Wettbewerbsklasse. Es ruderten darin Alex Gregory, Mohamed Sbihi, Constantine Louloudis und George Nash.

### Frauen
Bei den Frauen wurde der Vierer ohne Steuerfrau hingegen zunächst nur 1992 in Barcelona ausgetragen. Die Klasse ersetzte damals den Vierer mit Steuerfrau, wurde aber gleich wieder zugunsten des Leichtgewichts-Doppelzweiers der Frauen gestrichen. Für die Spiele 1992 qualifizierten sich Bulgarien, das Vereinigte Königreich, Frankreich, Kanada, die USA, Deutschland, China, Rumänien und Australien. Das Finale gewann Kanada (mit Kirsten Barnes, Brenda Taylor, Jessica Monroe und Kay Worthington) vor den USA und Deutschland. Im Zuge der „Agenda 2020“ strebte das Internationale Olympische Komitee die Geschlechterparität in allen Sportarten an. Der Frauen-Vierer wurde deshalb erneut in das olympische Programm aufgenommen, während der leichte Vierer der Männer gestrichen wurde.
Das erste Mal bei Ruder-Weltmeisterschaften wurde der Wettbewerb 1989 ausgetragen, als er den Vierer mit Steuerfrau ersetzte. Die Weltbestzeit von 6:14,36 min hält eine Mannschaft aus Neuseeland mit Grace Prendergast, Kayla Pratt, Kerri Gowler und Kelsey Bevan, die bei den Ruder-Weltmeisterschaften 2014 für ihr Land Gold gewannen.

## Medaillen

### Olympische Spiele
Die Tabelle stellt die vier erfolgreichsten Nationen in der Bootsklasse Vierer ohne Steuermann bei den Olympischen Spielen dar (Stand: 1904 bis nach den Spielen von Rio de Janeiro 2016). In der olympischen Geschichte haben weitere Nationen olympische Medaillen in dieser Bootsklasse gewonnen.
| Männer (1904–2016) | Männer (1904–2016) | Männer (1904–2016) | Männer (1904–2016) | Männer (1904–2016) | Männer (1904–2016) |
| Platz              | Nation | Gold               | Silber             | Bronze             | Gesamt             |
| ------------------ | --- | ------------------ | ------------------ | ------------------ | ------------------ |
| 1                  | Vereinigtes Königreich | 9                  | 3                  | 2                  | 14                 |
| 2                  | Deutschland (davon Deutsches Reich) (davon Deutsches Reich) (davon Deutsche Demokratische Republik) (davon BR Deutschland) | 6 (1) (5)          | 1 (1)              | 2 (2)              | 9 (1) (5) (2)      |
| 3                  | Vereinigte Staaten | 2                  | 6                  | 4                  | 12                 |
| 4                  | Australien | 2                  | 3                  | 1                  | 6                  |

Die Tabelle stellt die olympischen Medaillengewinner im Vierer ohne Steuerfrau dar. Im Frauenbereich wurde die Bootsklasse nur einmal bei der olympischen Ruderregatta 1992 ausgerudert.
| Frauen (nur 1992) | Frauen (nur 1992)  | Frauen (nur 1992) | Frauen (nur 1992) | Frauen (nur 1992) | Frauen (nur 1992) |
| Platz             | Nation             | Gold              | Silber            | Bronze            | Gesamt            |
| ----------------- | ------------------ | ----------------- | ----------------- | ----------------- | ----------------- |
| 1                 | Kanada             | 1                 |                   |                   | 1                 |
| 2                 | Vereinigte Staaten |                   | 1                 |                   | 1                 |
| 3                 | Deutschland        |                   |                   | 1                 | 1                 |

### Ruder-Weltmeisterschaften
Diese Tabelle stellt die Weltmeister im Vierer ohne Steuermann nach Titelgewinnen dar (Stand: 1962 bis nach der WM 2018).
| Männer (1962–2018) | Männer (1962–2018)                                                         | Männer (1962–2018) |
| Platz              | Nation                                                                     | WM-Titel           |
| ------------------ | -------------------------------------------------------------------------- | ------------------ |
| 1                  | Deutschland (davon Deutsche Demokratische Republik) (davon BR Deutschland) | 12 (8) (3)         |
| 2                  | Vereinigtes Königreich                                                     | 9                  |
| 3                  | Australien                                                                 | 4                  |
| 4                  | Italien                                                                    | 3                  |
| 5                  | Sowjetunion                                                                | je 2               |
| 5                  | Frankreich                                                                 | je 2               |
| 7                  | Schweiz                                                                    | je 1               |
| 7                  | Vereinigte Staaten                                                         | je 1               |
| 7                  | Kanada                                                                     | je 1               |
| 7                  | Neuseeland                                                                 | je 1               |
| 7                  | Niederlande                                                                | je 1               |

Diese Tabelle stellt die Weltmeisterinnen im Vierer ohne Steuerfrau nach Titelgewinnen dar (Stand: 1989 bis nach der WM 2018).
| Frauen (1989–2018) | Frauen (1989–2018)              | Frauen (1989–2018) |
| Platz              | Nation                          | WM-Titel           |
| ------------------ | ------------------------------- | ------------------ |
| 1                  | Vereinigte Staaten              | 8                  |
| 2                  | Australien                      | 5                  |
| 3                  | Niederlande                     | je 3               |
| 3                  | Belarus                         | je 3               |
| 4                  | Vereinigtes Königreich          | 2                  |
| 5                  | Deutsche Demokratische Republik | je 1               |
| 5                  | Rumänien                        | je 1               |
| 5                  | Kanada                          | je 1               |
| 5                  | Volksrepublik China             | je 1               |
| 5                  | Ukraine                         | je 1               |
| 5                  | Frankreich                      | je 1               |
| 5                  | Neuseeland                      | je 1               |